# Zázraky svatého Demetria
Zázraky svatého Demetria (latinsky Miracula sancti Demetrii) je sbírka homilií pocházející ze 7. století, psaná středověkou řečtinou a popisující zázraky, které vykonal svatý Demetrios, patron města Soluně. Jde o ojedinělé dílo významné pro dějiny Soluně a Balkánu vůbec, zejména pokud se týkají nájezdů slovanských kmenů v pozdním 6. a 7. století, které jsou jinak soudobými prameny opomíjeny.

## Datování a obsah
Zázraky se skládají ze dvou knih. První byla sepsána soluňským arcibiskupem Janem někdy mezi léty 610? a 620?, druhá byla sestavena v 80. letech 6. století. První kniha vyjmenovává patnáct příhod včetně propuknutí moru, většina z nich se odehrála za episkopátu Janova předchůdce Eusebia, kdy svatý Demetrios vyjednával jménem Soluně při obléhání města Sklavíny a Avary. Tyto příhody byly napsány ve formě homilií nebo kázání, aby mohly být obyvatelům Soluně veřejně předčítány a aby demonstrovaly aktivní přítomnost světce při přímluvách za ně. 

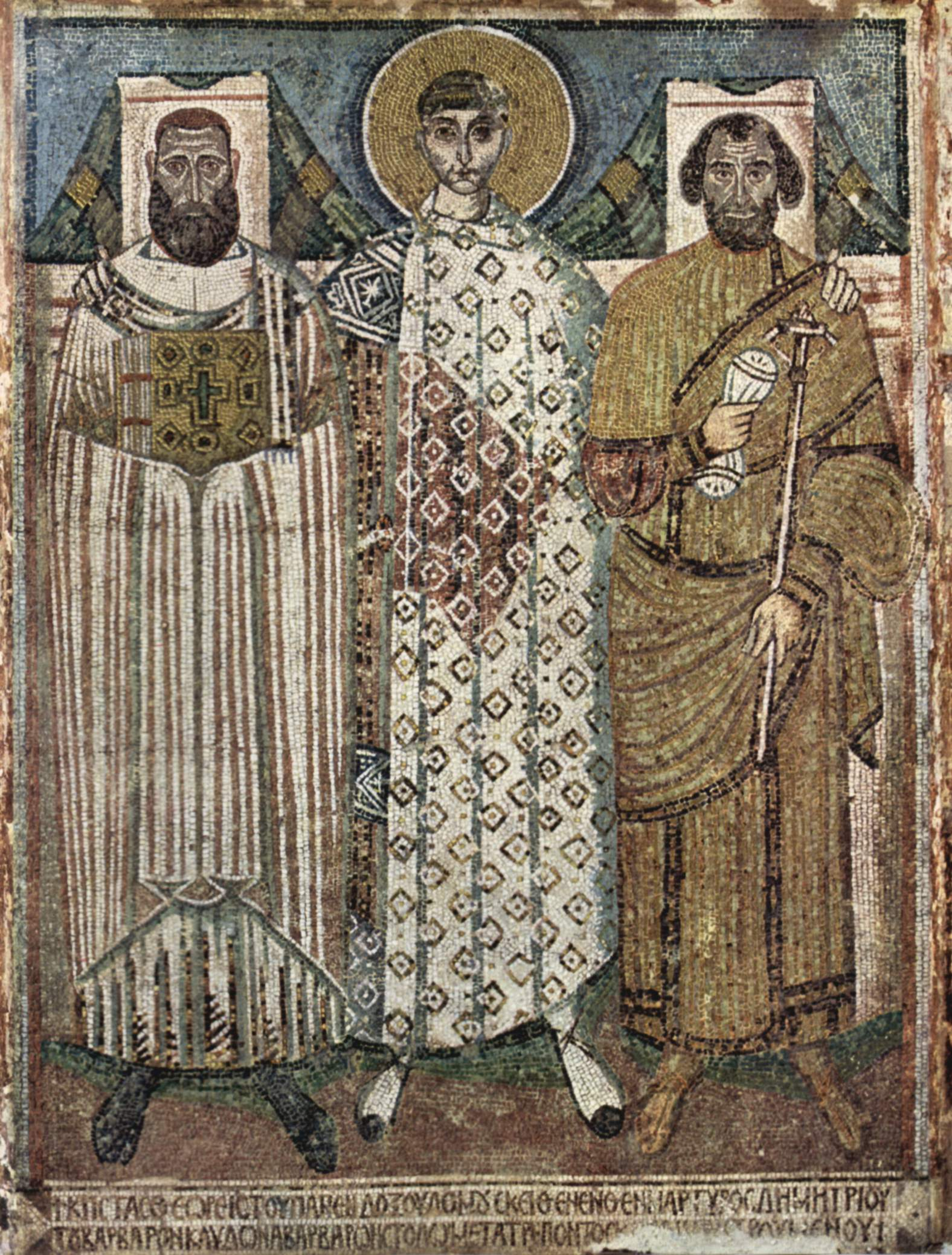
Mozaika ze 7. století v chrámu Hagios Demetrios v Soluni, zobrazující světce stojícího mezi arcibiskupem (bývá ztotožňován s Janem) vlevo a soluňským stratégem vpravo

Druhá kniha se od první stylem značně odlišuje a blíží se skutečnému historickému líčení, přičemž neznámý autor byl buď očitým svědkem, nebo používal psané anály či jiná očitá svědectví o událostech, které popisoval, tedy slovanskou invazi a osídlení Balkánu, včetně série obléhání Soluně Slovany a Avary, která vyvrcholila velkým slovanským útokem v roce 677.? Zatímco v první knize vykreslil arcibiskup Jan Slovany jako běžné barbary, neznámý autor druhé knihy byl s nimi a jejich kmenovými skupinami mnohem lépe obeznámen. Uvádí několik slovanských kmenů, které se usadily v okolí města, a nazývá je „naši sousedé“. Vzhledem ke změně stylu a zaměření se v následujících stoletích stala druhá kniha u opisovačů mnohem méně oblíbenější než první a dochovala se pouze v jediném rukopisu.
Zázraky jsou zvláště cenné jako historický pramen. Jak zdůraznil významný znalec středověkého Balkánu, britský historik Dimitrij Obolenskij: „...v žádném jiném současném díle nenajdeme tolik přesných informací z první ruky o vojenské organizaci a topografii Soluně během jednoho z nejdramatičtějších století její historie; o metodách válčení a technikách obléhání ve válkách na Balkáně té doby; o strategii a taktice barbarů přicházejících ze severu, kteří se v postupných vlnách na jih valili údolími řek a přes horské průsmyky, snažili se v šestém a sedmém století zachytit na pobřeží teplého Egejského moře a zmocnit se jeho impozantní metropole, která jim ze sevření vždy unikla. A může existovat jen málo dokumentů pocházejících ze středověkého křesťanského světa, v nichž je tak živě a působivě vyjádřena víra občanů sužovaného města, že stojí pod nadpřirozenou ochranou nebeského patrona.“
V druhé knize se také zachovaly informace o druhé bazilice zasvěcené svatému Demetriovi ještě před jejím zničením požárem v roce 629 nebo 634. Několik dochovaných částí baziliky, zejména mozaiky, bylo při přestavbě chrámu znovu použito. Dimitrij Obolenskij se domníval, že jedna z mozaik zobrazuje arcibiskupa Jana, autora první knihy Zázraků.

## Vydání
Hlavním kritickým vydáním je dvousvazková edice Paula Lemerleho Les plus anciens recueils des miracles de saint Démétrius et la pénétration des Slaves dans les Balkans.

## Odraz v literatuře
Americký spisovatel Harry Turtledove, který studoval byzantskou historii, vydal v roce 1997 fantasy román Thessalonica, který byl Zázraky svatého Demetria inspirován. Román je založen na předpokladu, že popsané zázraky se skutečně staly a že se svatý Demetrios, stejně jako četné další bytosti křesťanské i klasické řecké a slovanské mytologie, objevil a zúčastnil obléhání Soluně.